# Дубовское общество
Дубовское общество — сельское общество в составе Колодозерской волости Пудожского уезда Олонецкой губернии.

## Общие сведения
Волостное правление располагалось в селении Колодозерский погост.
В настоящее время территория общества относится в основном к Пудожскому району Республики Карелия.

## Населённые пункты
Согласно «Спискам населённых мест Олонецкой губернии» по переписям за 1873 и 1905 годы общество состояло из следующих населённых пунктов:
| № | Населённый пункт              | Расстояние до волостного правления в вёрстах | По переписи 1873 года | По переписи 1873 года | По переписи 1905 года | По переписи 1905 года |
| № | Населённый пункт              | Расстояние до волостного правления в вёрстах | Количество семей      | Всего жителей         | Количество семей      | Всего жителей         |
| - | ----------------------------- | -------------------------------------------- | --------------------- | --------------------- | --------------------- | --------------------- |
| 1 | Чулковская (Заозерье)         | 3                                            | 9                     | 72                    | 13                    | 100                   |
| 2 | Яково-Кирилловская (Заозерье) | 3                                            | 8                     | 46                    | 8                     | 70                    |
| 3 | Королевская (Заозерье)        | 3                                            | 7                     | 52                    | 9                     | 76                    |
| 4 | Хлыстовская (Лахта)           | 2                                            | 4                     | 22                    | 6                     | 32                    |
| 5 | Теленовская (Телепова)        | 2                                            | 5                     | 49                    | 8                     | 65                    |
| 6 | Дубовская (Добова)            | 3                                            | 12                    | 110                   | 15                    | 125                   |
| 7 | Минино село (Заречье)         | 4                                            | 2                     | 17                    | 5                     | 29                    |
| 8 | Щаникова (Щаяпковская)        | 4                                            | 12                    | 110                   | 11                    | 84                    |
| 9 | Пала-ручей                    | 26                                           | 7                     | 50                    | 8                     | 50                    |